# Trigonophorus scintillans
Trigonophorus scintillans är en skalbaggsart som beskrevs av Gilbert John Arrow 1910. Trigonophorus scintillans ingår i släktet Trigonophorus och familjen Cetoniidae. Inga underarter finns listade i Catalogue of Life.